# Särkisaari (ö i Norra Savolax, Norra Savolax, lat 63,18, long 26,56)
Särkisaari är en ö i Finland. Den ligger i sjön Nilakka och i kommunen Pielavesi i den ekonomiska regionen  Övre Savolax ekonomiska region  och landskapet Norra Savolax, i den centrala delen av landet, 300 km norr om huvudstaden Helsingfors. Öns area är 0,8 hektar och dess största längd är 230 meter i sydöst-nordvästlig riktning.